# SV 09 Arnstadt
Der SV 09 Arnstadt ist ein eingetragener Sportverein in Arnstadt im Thüringer Ilm-Kreis und ist einer der größten Sportvereine in der Region.

## Logo-Historie

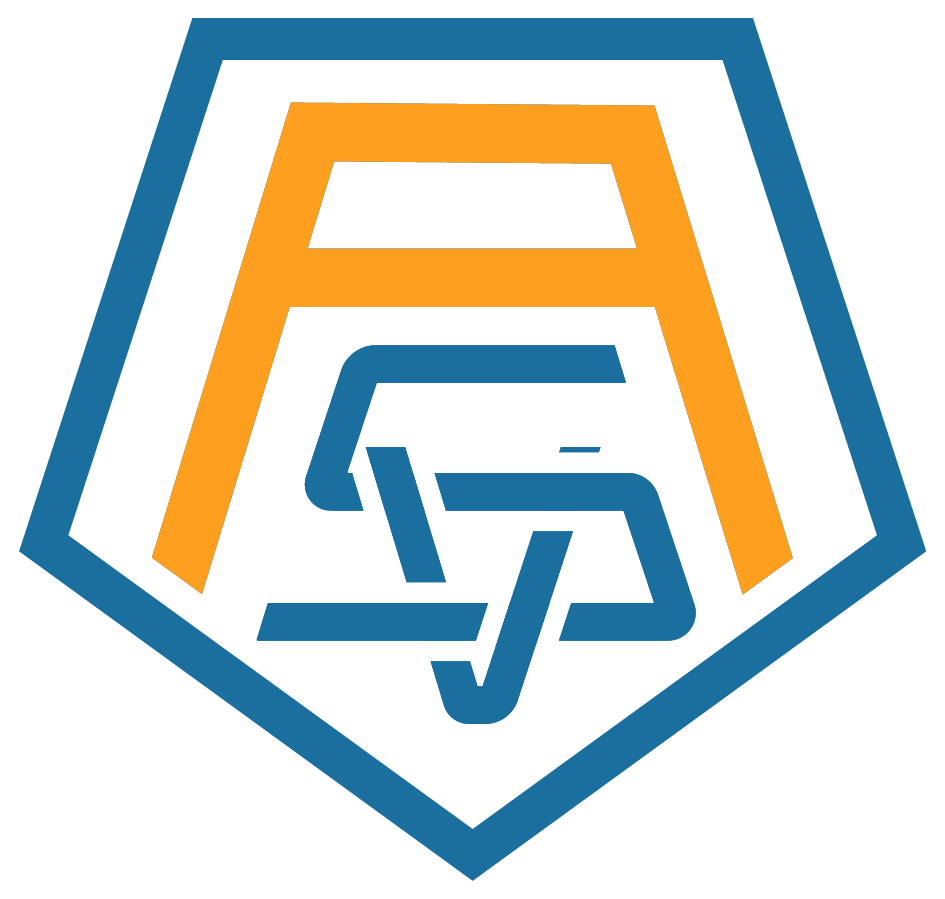
S.-V. Arnstadt (1905–1945)
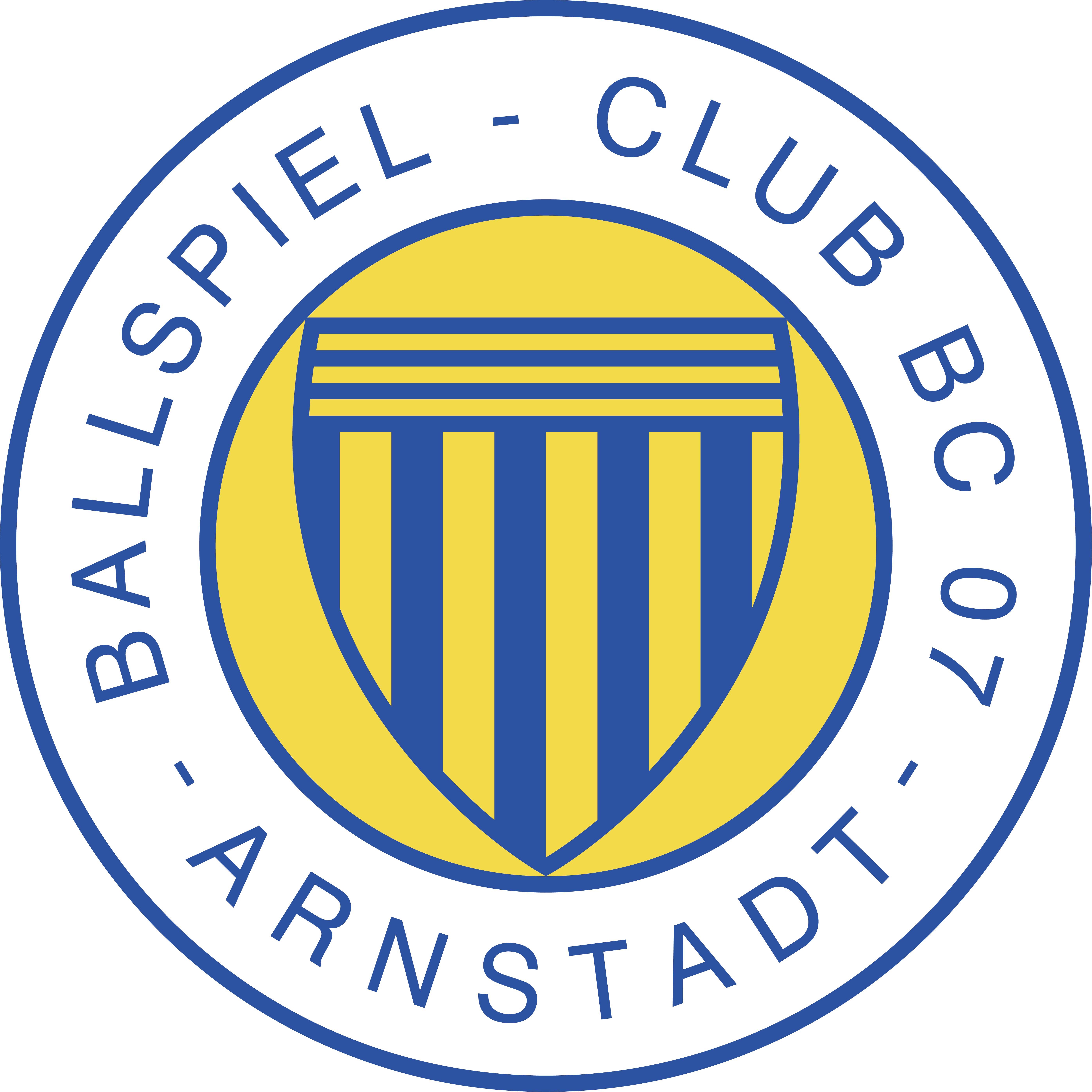
BC 07 Arnstadt (1907-2009)
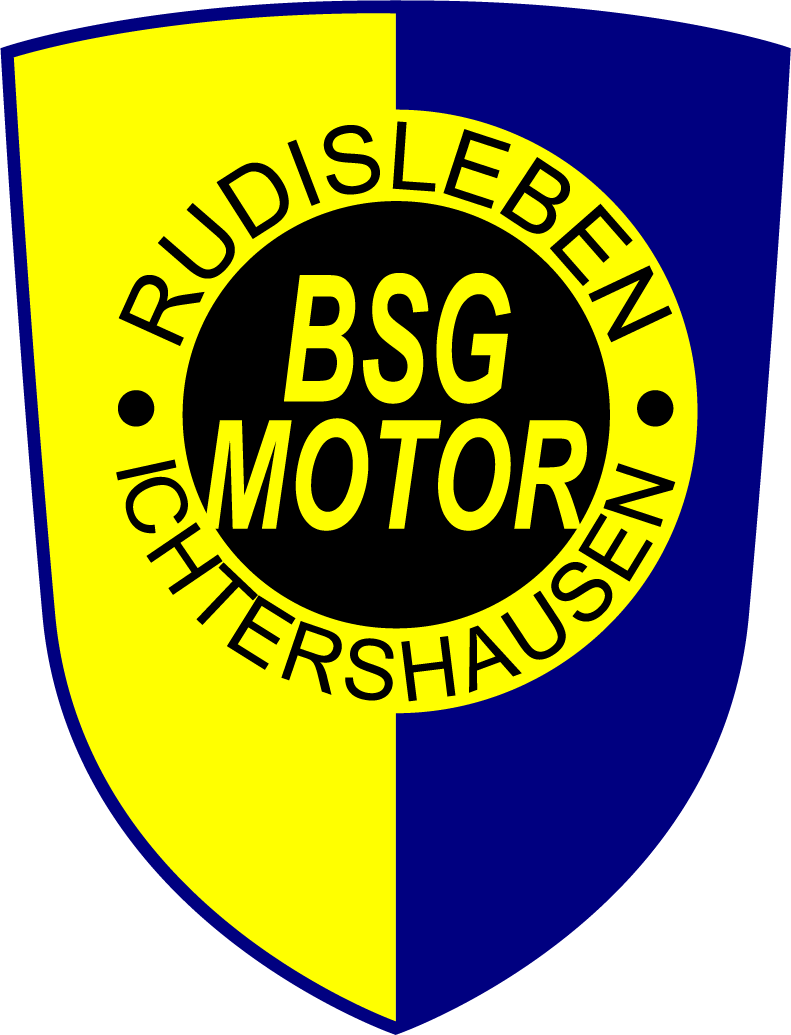
BSG Motor Rudisleben-Ichtershausen (1952–1990)
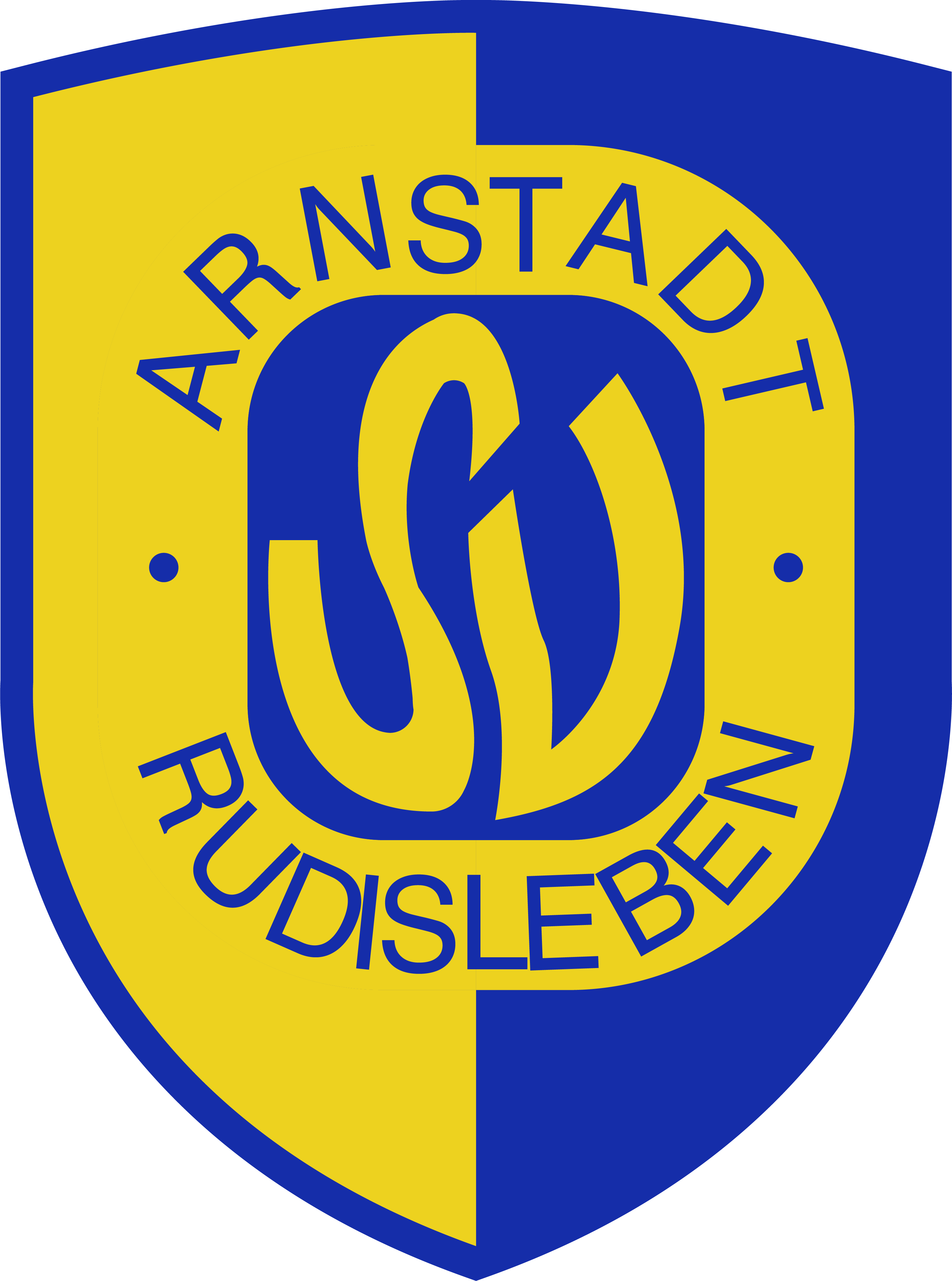
SV Arnstadt-Rudisleben (1990–2009)
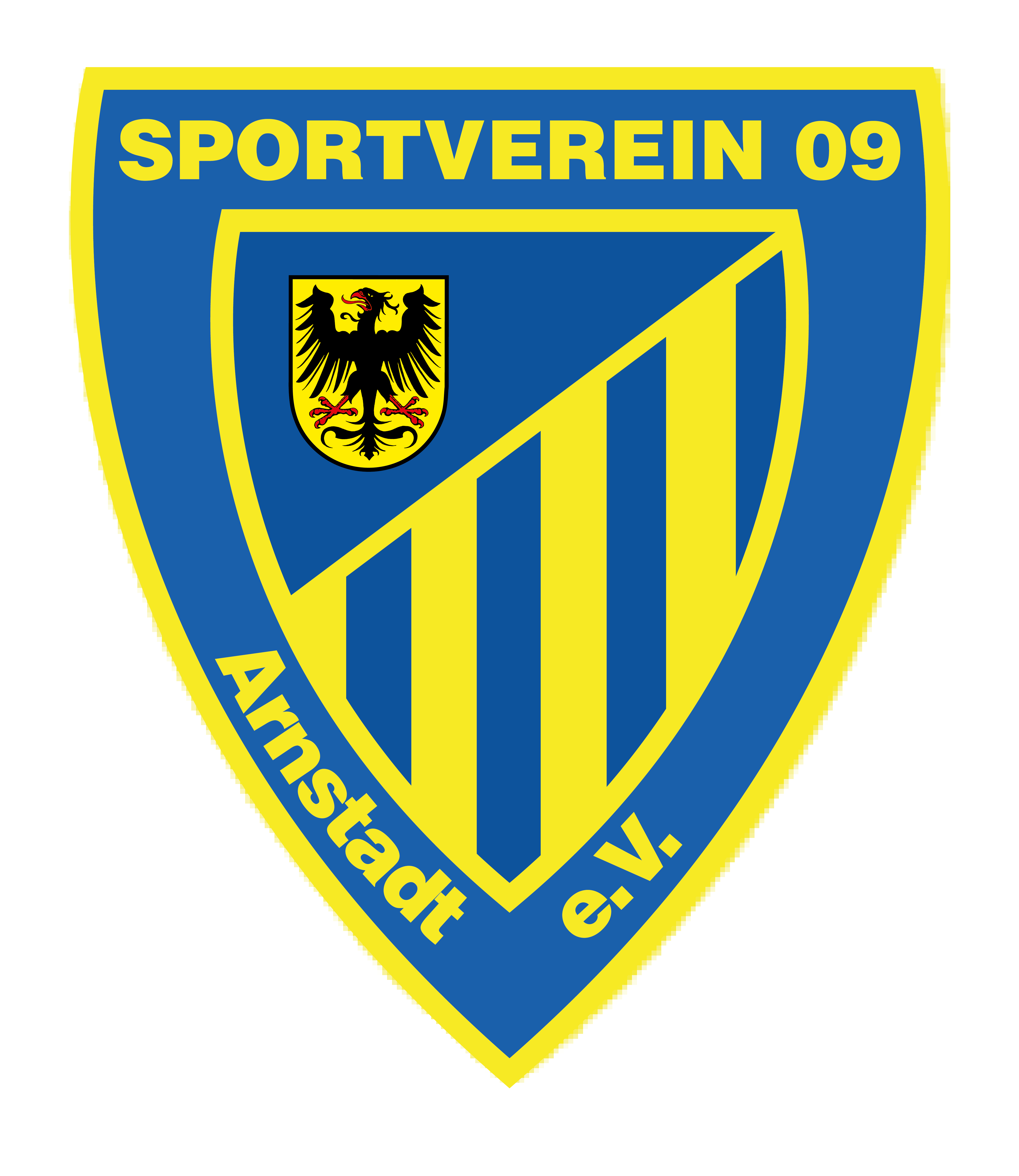
SV 09 Arnstadt (2009–2019)
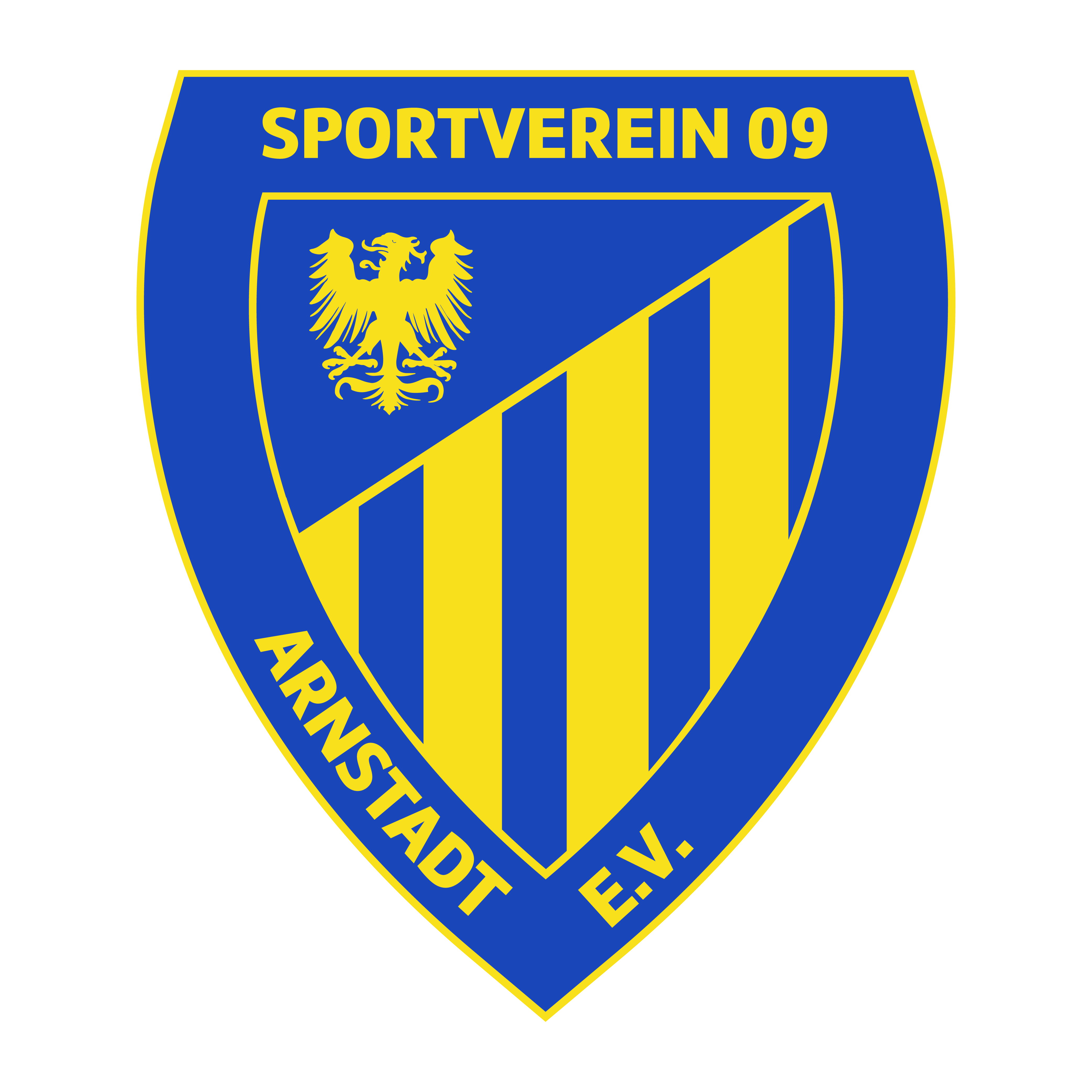
SV 09 Arnstadt (2019–2022)
SV 09 Arnstadt (2022-heute)

## Geschichte
Der Verein geht sowohl auf den S.-V. Arnstadt (gegründet 1905), als auch auf den B.C. Arnstadt (1907) zurück. Der S.-V. Arnstadt spielte um 1930 in der höchsten deutschen Spielklasse, der Gauliga in der Staffel Nordthüringen des Landesverbandes Mitteldeutschland. Beide Vereine, der bürgerliche Sportverein und der Arbeiterverein Ballspielclub wurden 1945 im Rahmen des Verbots für alle Sportvereine in der sowjetischen Besatzungszone zwangsweise aufgelöst.

### Neugründung (1949–1952)
Am 1. September 1949 wurde in dem unter sowjetischer Leitung stehenden Rudislebener Betrieb Podjomnik die Betriebssportgemeinschaft Podjomnik Rudisleben gegründet. Nach dem Zusammenschluss mit der BSG Nafa aus dem Nachbarort Ichtershausen entstand am 12. Mai 1952 die BSG Motor Ichtershausen-Rudisleben. Im Laufe der Zeit bürgerte sich jedoch die Kurzbezeichnung Motor Rudisleben ein. Der spätere Fusionspartner der Fußballverein BC 07 Arnstadt ging aus der damaligen Abspaltung der Fußballer der BSG Einheit Arnstadt hervor (gegründet 17. September 1950), die zunächst zwischen 1952 und 1956 die Vormachtstellung im Arnstädter Fußball hatte.
Dank der wirtschaftsstarken Trägerbetriebe entwickelte die Fußballsektion schnell eine spielstarke Mannschaft, die bereits 1954 in die damals drittklassige Bezirksliga Erfurt aufstieg. Dort belegten die Rudislebener vier Jahre lang Plätze in der oberen Tabellenhälfte und wurden im fünften Jahr 1959 Bezirksmeister. Damit hatten sie sich für die II. DDR-Liga qualifiziert, die inzwischen als dritte Spielklasse installiert worden war. Die Spielstärke reichte für diese Liga jedoch nicht aus, und es folgte bis 1964 ein Wechselspiel zwischen vierter und dritter Liga. 1964 wurde Rudisleben zum dritten Mal Bezirksmeister. Inzwischen war die II. DDR-Liga wieder abgeschafft worden und der Bezirksmeister hatte die Möglichkeit, sich über eine Aufstiegsrunde für die zweitklassige DDR-Liga zu qualifizieren. Motor Rudisleben meisterte die Aufstiegsspiele souverän und stieg als Gruppensieger auf. Am Ende der Saison 1964/65 stand man jedoch als Staffelletzter da und musste zurück in die Bezirksliga. In der folgenden Saison überraschte Rudisleben im DDR-Pokal, als die Mannschaft bis ins Achtelfinale vordringen konnte. Erst dort unterlag man dem Oberligisten FC Karl-Marx-Stadt mit 0:4. Nach zwei zweiten Bezirksligarängen wurde 1968 die vierte Bezirksmeisterschaft gewonnen, in den anschließenden Aufstiegsspielen scheiterte die Mannschaft als Letzter jedoch deutlich.

### Motor Rudisleben in der DDR-Liga (1978–1984)
Obwohl stets im Vorderfeld platziert, musste die BSG Motor nun neun Jahre warten, ehe 1978 mit dem fünften Bezirksmeistertitel die sofortige Qualifikation in die DDR-Liga erreicht wurde. Diesmal war die Mannschaft so spielstark, dass sie sich über sechs Jahre in der zweithöchsten DDR-Spielklasse halten konnte. Erst als die DDR-Liga nach der Saison 1983/84 von fünf auf zwei Staffeln reduziert wurde, reichte der 7. Platz nicht mehr für den Klassenerhalt. In der Saison 1979/80 erreichte die BSG Motor mit Rang 4 ihre beste DDR-Liga-Platzierung. Trainer Klaus Bangert konnte sich dabei in den 22 Punktspielen auf folgende Stammelf stützen (Durchschnittsalter 28 Jahre):
| Henry Wamser (22 Spiele / 24 Jahre)                                         |
| Werner Frank (22/38)                                                        |
| Hans-Jürgen Lässig (14/32), Jürgen Reske (21/23), Hans Latsny (22/33)       |
| Georg Löffler (21/24), Jürgen Hildebrand (17/29), Helmut Seel (19/23)       |
| Karl-Heinz Schmidt (13/24), Ralf Schulenberg (17/30), Bernd Drößmar (21/28) |

### Motor Rudisleben in der Bezirksliga (1984–1991)
Von 1984 bis zum Ende des DDR-Fußballspielbetriebes verblieb Motor Rudisleben wieder in der Bezirksliga Erfurt. Ab 1992 spielte die Mannschaft, nun Abteilung des SV Rudisleben/Ichtershausen, in der fünftklassigen Landesliga Thüringen. Zwischenzeitlich in SV Rudisleben umbenannt, musste die Mannschaft 2002 in die Landesklasse Thüringen absteigen. In der Landesklasse tat sich die Fußballabteilung mit dem BC 07 Arnstadt zusammen, mit dem sie die Spielgemeinschaft Rudisleben/BC 07 Arnstadt bildete. 2008 gelang die Rückkehr in die Thüringenliga. Seit Saison 2009/10 tritt der Verein unter der Bezeichnung SV 09 Arnstadt an.

### SV Arnstadt-Rudisleben (1990–2009)
Im Mai 2009 schlossen sich der SV Arnstadt-Rudisleben und der BC 07 Arnstadt zum SV 09 Arnstadt mit insgesamt 875 Mitgliedern zusammen. Der Verein gehört zu den größten Sportvereinen der Region. Ihm steht das 4000 Zuschauer fassende Friedrich-Ludwig-Jahn-Stadion und die Sportanlage mit Rasen- und Kunstrasenplatz am Obertunk (2000 Zuschauer) zur Verfügung. Der SV 09 bietet die Sportarten Fußball, Volleyball, Tischtennis, Schwimmen, Gymnastik, Dart und Schach an. Der SV Arnstadt-Rudisleben wurde am 14. Juni 1990 als Nachfolger der seit 1952 bestehenden BSG Motor Rudisleben gegründet. Gemeinsam wurde 2001 die Jugendspielgemeinschaft Arnstadt gebildet, die es sich zur Aufgabe machte, die Förderung des Kinder- und Jugendfußballs in Arnstadt und damit die Qualität und Quantität des Arnstädter Nachwuchses zu steigern. Aktuelle Erfolge der JSG Arnstadt im Landes-, Bezirks- und Kreismaßstab belegen, dass die Bildung der JSG Arnstadt ein sinnvoller Weg war. Aus diesem positiven Ergebnis heraus bildeten im Sommer 2005 die beiden Vereine SV Arnstadt-Rudisleben und der BC 07 Arnstadt eine Spielgemeinschaft im Männerbereich, mit dem Erfolg, dass diese 2008 in die Thüringenliga zurückkehrte und beide Vereine im Mai 2009 fusionierten.

## Ligazugehörigkeit seit 1954
II. DDR-Liga, Staffel 5

1960, 1962/63 – 2 Jahre

DDR-Liga, Staffel E

1964/65, 1978/79, 1979/80, 1980/81, 1981/82, 1982/84, 1983/84 – 7 Jahre

Bezirksliga Erfurt

1954/55, 1955, 1956, 1957, 1958, 1961/62, 1963/64, 1965/66, 1966/67, 1967/68, 1968/69, 1969/70, 1970/71, 1971/72, 1972/73, 1973/74, 1974/75, 1975/76, 1976/77, 1977/78, 1984/85, 1985/86, 1986/87, 1987/88, 1988/89, 1989/90, 1990/91 (Bezirksliga Westthüringen) – 27 Jahre

NOFV-Oberliga (Süd)

2021/22, 2023/24 – 2 Jahre

Thüringenliga (Landesliga, Verbandsliga)

1991/92, 1992/93, 1993/94, 1994/95, 1995/96, 1996/97, 1997/98, 1998/99, 1999/2000, 2000/01, 2001/02, 2008/09, 2009/10, 2010/11, 2011/12, 2012/13, 2013/14, 2014/15, 2018/19, 2019/20, 2020/21, 2022/23 – 22 Jahre

Landesklasse (Staffel West, Ost, 1)

2002/03, 2003/04, 2004/05, 2005/06, 2006/07, 2007/08, 2015/16, 2016/17, 2017/18 – 9 Jahre

In der Ewigen Tabelle der DDR-Liga belegt Motor Rudisleben Rang 87.

## Abschluss-Tabellenstände (1952–1959)
| Saison | Platz                                  | Liga                           |
| ------ | -------------------------------------- | ------------------------------ |
| 52/53  | - (Einheit Arnstadt/4.)                | Bezirksliga Erfurt – 3. Liga   |
| 53/54  | 1. – (Einheit Arnstadt Bezirksliga/5.) | Bezirksklasse Erfurt – 4. Liga |
| 54/55  | 8. – hinter Einheit Arnstadt (4.)      | Bezirksliga Erfurt – 3. Liga   |
| 1955   | 8. – hinter Einheit Arnstadt (6.)      | Bezirksliga Erfurt – 3. Liga   |
| 1956   | 5. – vor Einheit Arnstadt (8.)         | Bezirksliga Erfurt – 4. Liga   |
| 1957   | 6. hinter Einheit Arnstadt (5.)        | Bezirksliga Erfurt – 4. Liga   |
| 1958   | 2.                                     | Bezirksliga Erfurt – 4. Liga   |
| 1959   | 1. – Aufsteiger                        | Bezirksliga Erfurt – 4. Liga   |

## Abschluss-Tabellenstände (1960–1990)
| Saison | Platz                   | Liga                                    |
| ------ | ----------------------- | --------------------------------------- |
| 1960   | 5.                      | II. DDR-Liga, Staffel 5 - 3. Liga       |
| 61/62  | 1.                      | Bezirksliga Erfurt, Staffel 1 - 4. Liga |
| 62/63  | 7.                      | II. DDR-Liga, Staffel 5 - 2. Liga       |
| 63/64  | 1.                      | Bezirksliga Erfurt – 3. Liga            |
| 64/65  | 16. – Absteiger         | DDR-Liga, Staffel Süd – 2. Liga         |
| 65/66  | 2.                      | Bezirksliga Erfurt – 3. Liga            |
| 66/67  | 2.                      | Bezirksliga Erfurt – 3. Liga            |
| 67/68  | 1. – Aufstiegsrunden-4. | Bezirksliga Erfurt – 3. Liga            |
| 68/69  | 4.                      | Bezirksliga Erfurt – 3. Liga            |
| 69/70  | 3.                      | Bezirksliga Erfurt – 3. Liga            |
| 70/71  | 4.                      | Bezirksliga Erfurt – 3. Liga            |
| 71/72  | 2.                      | Bezirksliga Erfurt – 3. Liga            |
| 72/73  | 3.                      | Bezirksliga Erfurt – 3. Liga            |
| 73/74  | 4.                      | Bezirksliga Erfurt – 3. Liga            |
| 74/75  | 2.                      | Bezirksliga Erfurt – 3. Liga            |
| 75/76  | 5.                      | Bezirksliga Erfurt – 3. Liga            |
| 76/77  | 3.                      | Bezirksliga Erfurt – 3. Liga            |
| 77/78  | 1. – Aufsteiger         | Bezirksliga Erfurt – 3. Liga            |
| 78/79  | 6.                      | DDR-Liga, Staffel E – 2. Liga DDR       |
| 79/80  | 4.                      | DDR-Liga, Staffel E – 2. Liga DDR       |
| 80/81  | 8.                      | DDR-Liga, Staffel E – 2. Liga DDR       |
| 81/82  | 7.                      | DDR-Liga, Staffel E – 2. Liga DDR       |
| 82/83  | 6.                      | DDR-Liga, Staffel E – 2. Liga DDR       |
| 83/84  | 7. – Absteiger          | DDR-Liga, Staffel E – 2. Liga DDR       |
| 84/85  | 5.                      | Bezirksliga Erfurt – 3. Liga            |
| 85/86  | 8.                      | Bezirksliga Erfurt – 3. Liga            |
| 86/87  | 7.                      | Bezirksliga Erfurt – 3. Liga            |
| 87/88  | 8.                      | Bezirksliga Erfurt – 3. Liga            |
| 88/89  | 8.                      | Bezirksliga Erfurt – 3. Liga            |
| 89/90  | 10.                     | Bezirksliga Erfurt – 3. Liga            |

## Abschluss-Tabellenstände (1990–2024)
| Saison | Platz                                    | Liga                                 |
| ------ | ---------------------------------------- | ------------------------------------ |
| 90/91  | 1. – Aufsteiger                          | Bezirksliga Erfurt                   |
| 91/92  | 3.                                       | Thüringenliga                        |
| 92/93  | 11.                                      | Thüringenliga                        |
| 93/94  | 14.                                      | Thüringenliga                        |
| 94/95  | 13.                                      | Thüringenliga                        |
| 95/96  | 7.                                       | Thüringenliga                        |
| 96/97  | 6.                                       | Thüringenliga                        |
| 97/98  | 13.                                      | Thüringenliga                        |
| 98/99  | 4.                                       | Thüringenliga                        |
| 99/00  | 3.                                       | Thüringenliga                        |
| 00/01  | 6.                                       | Thüringenliga                        |
| 01/02  | 14. – Absteiger                          | Thüringenliga                        |
| 02/03  | 10.                                      | Landesklasse Thüringen, Staffel Ost  |
| 03/04  | 9.                                       | Landesklasse Thüringen, Staffel Ost  |
| 04/05  | 5.                                       | Landesklasse Thüringen, Staffel West |
| 05/06  | 2.                                       | Landesklasse Thüringen, Staffel Ost  |
| 06/07  | 6.                                       | Landesklasse Thüringen, Staffel West |
| 07/08  | 1. – Aufsteiger                          | Landesklasse Thüringen, Staffel West |
| 08/09  | 4.                                       | Thüringenliga                        |
| 09/10  | 4.                                       | Thüringenliga                        |
| 10/11  | 7.                                       | Verbandsliga                         |
| 11/12  | 13.                                      | Verbandsliga                         |
| 12/13  | 8.                                       | Verbandsliga                         |
| 13/14  | 10.                                      | Verbandsliga                         |
| 14/15  | 15. – Absteiger                          | Verbandsliga                         |
| 15/16  | 12.                                      | Landesklasse Thüringen Staffel 1     |
| 16/17  | 8.                                       | Landesklasse Thüringen, Staffel 1    |
| 17/18  | 1. – Aufsteiger                          | Landesklasse Thüringen, Staffel 1    |
| 18/19  | 7.                                       | Thüringenliga                        |
| 19/20  | 9. – Abbruch 14. August 2020             | Thüringenliga                        |
| 20/21  | 2. – Abbruch 19. April 2021 – Aufsteiger | Thüringenliga                        |
| 21/22  | 16. – Absteiger                          | Fußball-Oberliga Nordost Süd         |
| 22/23  | 1. – Aufsteiger                          | Thüringenliga                        |
| 23/24  | 16. – Absteiger                          | Fußball-Oberliga Nordost Süd         |
| 24/25  |                                          | Thüringenliga                        |

## Personen

### Trainer bis 1970–1990
- Faust Scheller (bis 1970/71)
- Toni Skaba (1971/72)

- ? (1972/73)
- Siegfried Vollrath (1974/75)
- Klaus Bangert (1975–1980)
- Horst Weigang (1980/81)
- Klaus Bangert (1981–1985)
- Klaus Goldbach (1985/86)
- ? (1987/89)

### Trainer seit 1990
- Albert Krebs (1993–2001)
- Andrzej Brzeszcynski (2001)
- Horst Grohmann (2002–2006)
- Jürgen Heun (2006–2012)
- Mirko Spangenberg (2012/13)
- Stefan Otto (2013/14)
- Torsten Fiebig (2014/15)
- Thomas Giehl (2015/16 bis Dezember 2019)
- Martin Hauswald (seit Januar 2020)

### Bekannte Spieler seit 1990 (Auswahl)
- Christian Apel (seit 2003) Torwart
- Andrzej Brzeszcynski (1992–2000), Stürmer – ehemaliger polnischer Erstliga-Spieler
- Holger Bühner (1995–2000), Abwehr – ehemaliger Bundesliga-Profi (VfB Leipzig) und Zweitliga-Profi FC Rot-Weiß Erfurt, Hansa Rostock, FSV Zwickau und VfB Leipzig
- Ronny Fuhrmann (2001–03), Abwehrspieler
- Daniel Trübenbach (2011–13), Stürmer
- Silvano Varnhagen (seit 2018) Stürmer, Mittelfeldspieler – ehemaliger Zweitliga-Profi beim Karlsruher SC (2013-15)
- Sebastian Hauck (seit 2018) Mittelfeldspieler – ehemaliger Drittliga-Profi beim FC Rot-Weiß Erfurt
- Dustin Messing (seit 2020) Mittelfeldspieler – ehemaliger Regionalliga-Spieler bei Germania Halberstadt (2016-20)
- Hannah Lehmann (2017–2018) Mittelfeldspielerin – wurde Bundesligaspielerin beim FC Carl Zeiss Jena

### Frühere und spätere DDR-Oberligaspieler (1970–1990)
Trainer, die früher in der DDR-Oberliga gespielt hatten, waren in Rudisleben tätig:
- Toni Skaba (1971/72 Trainer), 135 Oberligaspiele für Turbine Erfurt
- Siegfried Vollrath (1974/75 Trainer), 143 Oberligaspiele für Turbine Erfurt
- Horst Weigang (1980/81 Trainer), 234 Oberligaspiele für SC Leipzig und Rot-Weiß Erfurt, 12 A-Länderspiele
- Klaus Goldbach (1983/86 Trainer), zuvor Spieler beim FC Rot-Weiß Erfurt, 180 Oberliga-Spiele
- Albert Krebs (1993–2001 Trainer), 129 Oberligaspiele für Rot-Weiß Erfurt, 1 A-Länderspiel
- Jürgen Heun (2006-12 Trainer), 341 Oberligaspiele für Rot-Weiß Erfurt, 17 A-Länderspiele

### Frühere und spätere DDR-Oberligaspieler die in Rudisleben am Ball waren
| Name des Spielers | Verein  | von/nach                                                           | Oberliga | Sonstiges |
| Erhard Meyer      | 1964/65 | danach FC Rot-Weiß Erfurt                                          | 145      | kam vom Empor Ilmenau                                                                                              |
| Manfred Vogel     | 1983-84 | zuvor Hallescher FC Chemie und FC Rot-Weiß Erfurt                  | 133      | kam von Chemie IW Ilmenau nach der Hinrunde 1982/83, DDR-Oberliga-Torschützenkönig 1974/75                         |
| Holger Bühner     | 1995-97 | zuvor Motor Suhl, FC Rot-Weiß, VfB Leipzig, Hansa Rostock, Zwickau | 78       | kam 1995 vom FSV Zwickau (2. Bundesliga), absolvierte 1992/93 drei Spiele in der 1. Bundesliga für den VfB Leipzig |
| Hans Latsny       | 1964-67 | danach FC Rot-Weiß                                                 | 5        | 1971/72 wieder in Rudisleben                                                                                       |
| Hartmut Molata    | 1981-83 | zuvor FC Carl Zeiss Jena und FC Rot-Weiß                           | 18       | |
| Klaus Schröder    | 1981/82 | zuvor Carl Zeiss und Rot-Weiß, später Suhl                         | 152      | |
| Ralf Schulenberg  | 1976-84 | zuvor FC Rot-Weiß und BFC Dynamo                                   | 131      | neun Spiele DDR-Juniorenauswahl, drei A-Länderspiele, mit der DDR 1972 in München Olympiadritter                   |
| Jürgen Reske      | 1979-84 | zuvor FC Rot-Weiß Erfurt                                           | 5        | 1981/82 Vorwärts Kamenz                                                                                            |